# Unkafélék
Az unkafélék (Bombinatoridae) a kétéltűek (Amphibia) osztályába és  a békák (Anura) rendjébe tartozó  család.
Az unkákat dobhártyájuk hiánya és általában hallószervük fejletlensége, korong alakú, egész lapjával odanőtt nyelvük, keresztcsigolyájuk erősen kiszélesedett harántnyúlványa, a keresztcsonthoz csak egy ízfejjel erősített farcsíkcsont és háromszögletű szembogaruk jellemzi. Hátulsó lábuk ujjait úszóhártya köti össze, az elülső lábak ujjai szabadok.

## Rendszerezés
A családba az alábbi nemek és fajok tartoznak.
- Barbourula (Taylor & Noble, 1924)
  - Barbourula busuangensis Taylor & Noble, 1924
  - Barbourula kalimantanensis Iskandar, 1978

- Bombina (Oken, 1816)
  - vöröshasú unka (Bombina bombina) (Linnaeus, 1761)
  - óriás unka (Bombina maxima)  (Boulenger, 1905)
  - Bombina microdeladigitora Liu, Hu & Yang, 1960
  - keleti tűzhasú unka (Bombina orientalis) (Boulenger, 1890)
  - Bombina pachypus  (Bonaparte, 1838)
  - sárgahasú unka (Bombina variegata)  (Linnaeus, 1758)